# Liebe, Babys und ein großes Herz
Liebe, Babys und ein großes Herz ist eine Fernsehserie des ZDF, die 2006–2012 produziert und ausgestrahlt wurde.

## Handlung
Die Hebamme Antonia beginnt nach der Trennung von ihrem Freund in Berlin ein neues Leben in der „Klinik am See“ direkt am Tegernsee in Bayern. Dort lernt sie den Oberarzt Thomas kennen und lieben. Die Hochzeitsreise erfolgt nach Namibia, wo sie eine Fehlgeburt erleidet und daraufhin erfahren muss, nie eigene Kinder haben zu können. Sie bleibt drei Monate und hilft eine Hebammenschule aufzubauen. In Namibia lernen Thomas und Antonia den Waisenjungen Nahas kennen, den sie adoptieren und der mit Antonia nach Deutschland kommt.  
Die einzelnen Filme der Reihe sind in sich abgeschlossen. In jeder Folge gibt es Patientinnen, die auf die unterschiedlichsten Arten betreut werden müssen. Es gibt jedoch eine Rahmenhandlung mit dem Klinikpersonal, die sich über alle Folgen wie ein roter Faden durchzieht; in Folge 6 erfolgt zum Beispiel der Gegenbesuch aus Afrika von Folge 4.

## Besetzung
| Name                          | Schauspieler        | Bemerkungen | Folge     | Jahr      |
| ----------------------------- | ------------------- | --- | --------- | --------- |
| Antonia (Maibach) Hellmann    | Marion Kracht       | Hebamme, verliebt sich in Dr. Thomas Hellmann, heiratete ihn in Folge 3, Adoptivmutter von Nahas                                    | 1–9       | 2007–2012 |
| Dr. Thomas Hellmann           | Michael Roll        | Oberarzt, Leiter der „Klinik am See“, seit Folge 3 mit Antonia verheiratet, Adoptivvater von Nahas                                  | 1–9       | 2007–2012 |
| Helena                        | Julia Bremermann    | beste Freundin und Kollegin von Antonia, hat häufig wechselnde Liebhaber,                                                           | 1–9       | 2007–2012 |
| Vroni (Stangassinger) Meister | Christiane Blumhoff | „Chef“-Hebamme in der „Klinik am See“, mit Karl Meister befreundet, später verheiratet                                              | 1–9       | 2007–2012 |
| Karl Meister                  | Werner Haindl       | Freund und späterer Ehemann von Vroni Stangassinger                                                                                 | 2–9       | 2008–2012 |
| Dr. Markus Leitner            | Markus Böker        | hat früher bereits mit Antonia zusammengearbeitet, mag Helena,                                                                      | 2, 3, 5–9 | 2008–2012 |
| Nahas (Hellmann)              | Luka Kumi           | Waisenjunge aus Namibia, wird von Antonia mit nach Deutschland gebracht und später adoptiert, mit Klassenkameradin Paula befreundet | 4–9       | 2008–2012 |
| Paula                         | Paulina Rümmelein   | Nahas Freundin | 5–6, 8–9  | 2008–2012 |

## Episoden
| Nr. | Originaltitel                                      | Erstausstrahlung D | Regie           | Zuschauer |
| --- | -------------------------------------------------- | ------------------ | --------------- | --------- |
| 1   | Liebe, Babys und ein großes Herz                   | 15. Okt. 2006      | John Delbridge  | 6,52 Mio. |
| 2   | Liebe, Babys und ein großes Herz – Das Versprechen | 26. Okt. 2008      | John Delbridge  | 6,12 Mio. |
| 3   | Liebe, Babys und ein großes Herz – Neue Wege       | 16. Nov. 2008      | John Delbridge  | 4,82 Mio. |
| 4   | Liebe, Babys und der Zauber Afrikas                | 26. Apr. 2009      | John Delbridge  | 5,6 Mio.  |
| 5   | Liebe, Babys und Familienglück                     | 28. März 2010      | John Delbridge  | 5,45 Mio. |
| 6   | Liebe, Babys und ein Stückchen Heimat              | 30. Jan. 2011      | Ulrike Hamacher | 5,09 Mio. |
| 7   | Liebe, Babys und ein Herzenswunsch                 | 8. Mai 2011        | Ulrike Hamacher | 4,43 Mio. |
| 8   | Liebe, Babys und ein Neuanfang                     | 22. Apr. 2012      | Ulrike Hamacher | 5,55 Mio. |
| 9   | Liebe, Babys und gestohlenes Glück                 | 13. Mai 2012       | Ulrike Hamacher | 4,92 Mio. |